# This Is the Army
Pour plus de détails, voir Fiche technique et Distribution.
This Is the Army est un film américain réalisé par Michael Curtiz, sorti en 1943, adapté d'une comédie musicale d'Irving Berlin éponyme.
C'est l'histoire d'une star de la danse, George Murphy, qui est enrôlée pendant la première Guerre mondiale et produit Yip, Yip, Yaphank.  Le film fait le parallèle avec la carrière d'Irving Berlin.

## Synopsis
Avec le déclenchement de la Seconde Guerre mondiale, Jerry Jones, paralysé par sa blessure à la jambe lors du premier conflit, conçoit un nouveau spectacle de l'armée et, en tant que producteur, se lance dans la comédie, avec son fils comme associé. Ce dernier, poussé par la tragédie de Pearl Harbor, entre dans l'armée ; refuse d'épouser sa bien-aimée, Eileen Dibble, de peur de la laisser veuve, et se retrouve finalement régisseur de This Is The Army, jouant à New York et partant ensuite en tournée dans les principales villes américaines. La romance Jones-Dible se termine par un mariage le soir même où le spectacle se termine.
Une grande partie du film  est consacrée à la production, à la comédie et aux numéros de Yip Yip, Yaphank et de This Is The Army.

## Fiche technique
- Titre : This Is the Army
- Réalisation : Michael Curtiz

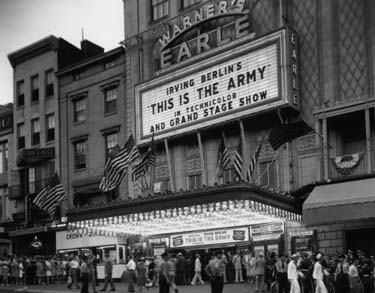
Première du film dans un cinéma de Washington.

- Scénario : Casey Robinson et Claude Binyon
- Production : Hal B. Wallis et Jack L. Warner
- Société de production : Warner Bros. Pictures
- Musique : Ray Heindorf et Max Steiner
- Photographie : Bert Glennon et Sol Polito
- Montage : George Amy
- Costumes : Orry-Kelly
- Pays d'origine : États-Unis
- Format : Couleurs - 1,37:1 - Mono
- Genre : Film musical et comédie romantique
- Durée : 121 minutes
- Date de sortie : 1943

## Distribution
- George Murphy : Jerry Jones
- Joan Leslie : Eileen Dibble
- George Tobias : Maxie Twardofsky
- Alan Hale : sergent McGee
- Charles Butterworth : Eddie Dibble
- Dolores Costello : Mme Davidson
- Una Merkel : Rose Dibble
- Stanley Ridges : major John B. Davidson
- Rosemary DeCamp : Ethel Jones
- Ruth Donnelly : Mme O'Brien
- Frances Langford : elle-même
- Gertrude Niesen : chanteuse de la première Guerre mondiale
- Kate Smith : elle-même
- Ronald Reagan : Johnny Jones
- Joe Louis : lui-même
- Ezra Stone : un soldat
- Dorothy Peterson : Mme Nelson
- Herbert Anderson : Danny Davidson
- Tom D'Andrea : Tommy

### Acteurs non crédités
- Ilka Grüning : Mme Twardofsky
- Richard Irving : Mandy
- Gene Nelson, Arthur Space : soldats
- Ernest Truex : père d'un soldat
- Irving Berlin : lui-même